# Earle R. Caley
Earle Radcliffe Caley (* 14. Mai 1900 in Cleveland; † Februar 1984 in Columbus, Ohio) war ein US-amerikanischer Chemiker und Chemiehistoriker.
Caley studierte Chemie am Case Institute of Technology und am Baldwin Wallace College mit dem Bachelor-Abschluss 1923, erwarb 1925 seinen Master-Abschluss an der Ohio State University, an der er 1928 in Analytischer Chemie bei Charles W. Foulk mit dem Thema Direct determination of sodium promoviert wurde. Danach war er an der Princeton University, wo sein Interesse für Archäologie erwachte. 1937 war er als Chemiker an der Ausgrabung in der Agora in Athen beteiligt. Im Zweiten Weltkrieg war er Industriechemiker in den Wallace Laboratories in New Brunswick (New Jersey). 1946 wurde er Associate Professor und bald darauf Professor an der Ohio State University. 1970 ging er in den Ruhestand.
Neben Forschungen in analytischer Chemie (Alkali- und Erdalkalimetalle, Verwendung von Jodwasserstoff bei der Analyse schlecht lösbarer Verbindungen) wandte er seine Kenntnisse auf die Analyse antiker Münzen, Statuen, Glas und Pigmenten aus dem Mittelmeerraum und anderen Teilen der Welt an.
1966 erhielt Earle R. Caley den Dexter Award und er erhielt den John Frederick Lewis Prize der American Philosophical Society. 1967 wurde er Ehrendoktor des Baldwin Wallace College.

## Veröffentlichungen (Auswahl)
- Analytical Factors and Their Logarithms. 1932.
- The Composition of Ancient Greek Bronze Coins. 1939.
- mit John Fitzgerald Clayton Richards: Theophrastus on Stones: Introduction, Greek Text, English Translation and Commentary. Columbus (Ohio) 1956.
- Orichalcum and Related Ancient Alloys: Origin, Composition and Manufacture With Special Reference to the Coinage Of The Roman Empirem. 1964.
- Analysis of Ancient Metals. Pergamon Press, Macmillan 1964.
- Metrological Tables. 1965.
- History of the Department of Chemistry of the Ohio State University. 1970.
- als Hrsg. mit Johanna Schwind Belkin: Eucharius Rösslin the Younger, On Minerals and Mineral Products. Chapters on Minerals from his „Kreutterbuoch“. Critical Text, English Translation and Commentary. Berlin / New York 1978 (= Ars medica. Texte und Untersuchungen zur Quellenkunde der Alten Medizin. IV: Landessprachige und mittelalterliche Medizin. Band 1).[2]